# Taxe sur les appareils de reproduction ou d'impression

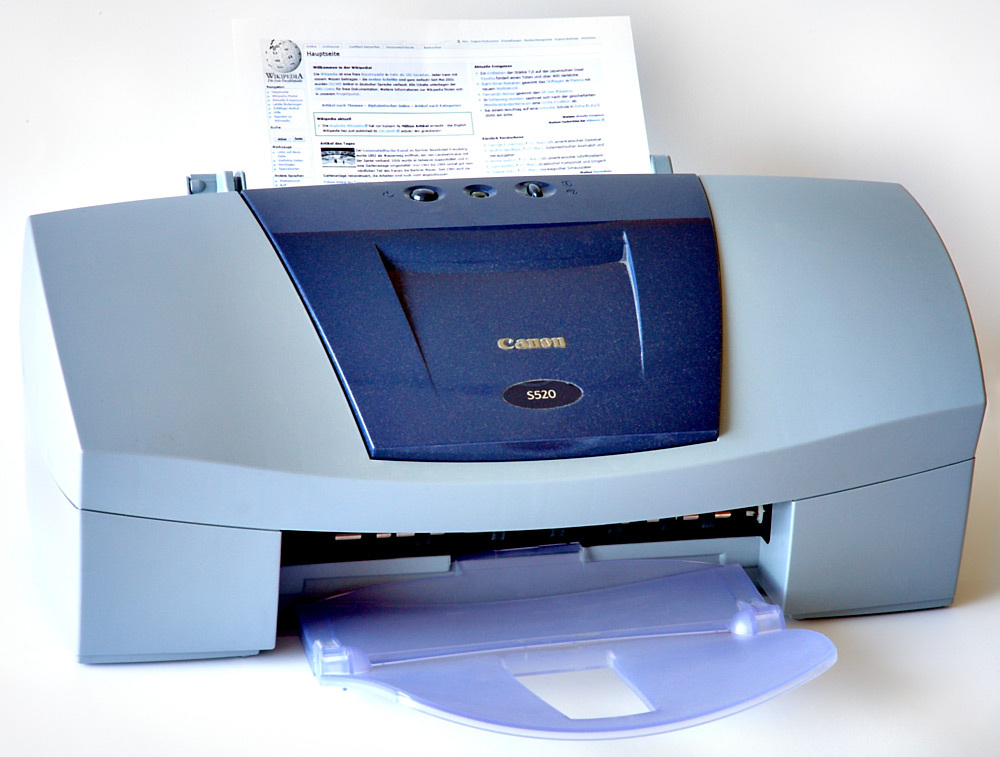
Imprimante à jet d’encre Canon.

En France, la taxe sur les appareils de reproduction ou d'impression est une taxe affectée au Centre national du livre créée en 1976 et supprimée en 2019.

## Historique

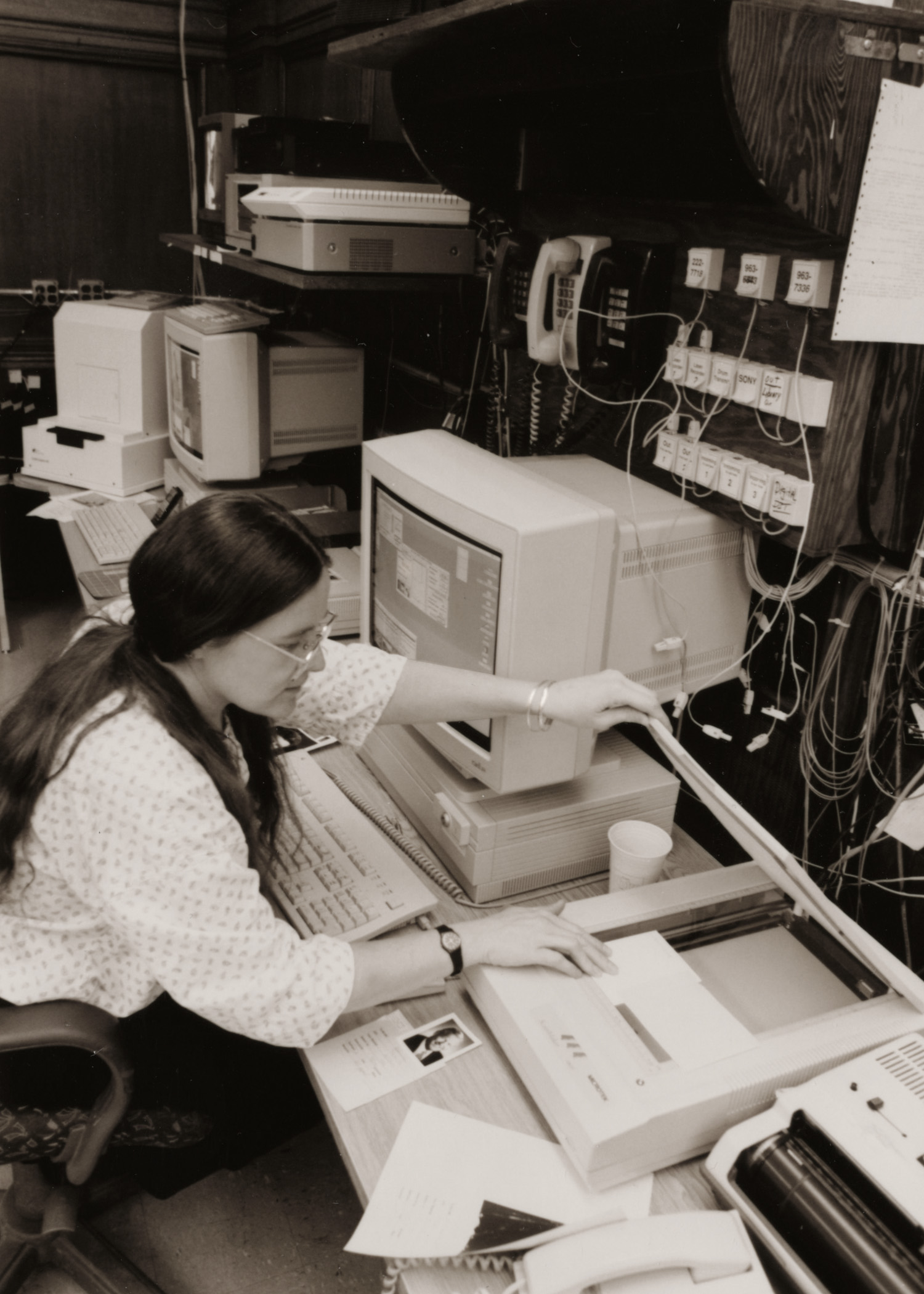
Numérisation d'une photo au Detroit News dans les années 1990.

La redevance sur l'emploi de la reprographie a été instituée par l'article 22 de la loi de finances pour 1976 (n° 75-1278 du 30 décembre 1975) afin d'atténuer le manque à gagner éprouvé par les auteurs, les éditeurs et les libraires, du fait du développement de la reprographie des ouvrages et des périodiques et répondait dans sa forme initiale à une logique « pollueur-payeur ».
Dans la loi de finances rectificatives pour 2006, son assiette est élargie aux imprimantes, machines à copier et machines à télécopier, même combinées entre elles afin d'enrayer la baisse de son rendement. Un temps envisagé, l'élargissement de l'assiette aux consommables n'a pas été retenu notamment en raison du risque de déport vers les achats en ligne. Cet élargissement de l'assiette de la taxe s'est accompagné d'une baisse du taux de 3 à 2,25 %.
Mais l'article 52 de la loi de finances rectificative pour 2009 augmente le taux de 2,25 % à 3,25 % car les dispositions prises en 2007 n'ont pas permis d'atteindre l'objectif de rendement de 30 millions d'euros.
En 2014, l'Inspection générale des finances liste la taxe sur les appareils de reproduction ou d'impression dans les 192 taxes à faible rendement. La mission préconise le maintien de la taxe.
Dans le cadre du projet de loi de finances pour 2019, le gouvernement propose de supprimer une vingtaine de taxes à faible rendement, dont la taxe sur les appareils de reproduction ou d'impression. Le 25° du III de l'article 26 de la loi n°2018-1317 du 28 décembre 2018 de finances pour 2019 a supprimé la taxe. La suppression est permise par le changement du financement du Centre national du livre qui est dorénavant financé sur le budget de l'État à compter du 1er janvier 2019.

## Caractéristiques

### Redevables
La taxe est applicable aux ventes, importations ou fabrication d'appareils de reprographie et d'impression. Cette redevance est due par les entreprises pour toutes machines à copier permettant la reproduction d'un document sous format papier :
- offset de moins de 500 kg,
- duplicateurs,
- photocopieuses à système optique ou par contact,
- appareils de thermocopie,
- appareils de reprographie de bureautique (scanners),
- imprimantes reliées à un ordinateur,
- télécopieurs, etc[7].

Le taux de cette redevance est fixé à 3,25% du chiffre d'affaires hors taxes.

### Produit
Le produit de la taxe est affecté au Centre national du livre dans la limite du plafond fixé par la loi (le surplus de recette revenant dans les caisses de l'État). Cette taxe constituait 83 % de des ressources du CNL en 2009.
| 2001  | 2002  | 2003  | 2004  | 2005  | 2006  | 2007  | 2008  | 2009  | 2010  | 2011  | 2012  | 2013  | 2014  | 2015  | 2016  | 2017  | 2018  |
| ----- | ----- | ----- | ----- | ----- | ----- | ----- | ----- | ----- | ----- | ----- | ----- | ----- | ----- | ----- | ----- | ----- | ----- |
| 16,16 | 20,24 | 18,05 | 16,21 | 16,26 | 14,92 | 28,05 | 27,35 | 21,19 | 28,15 | 30,74 | 29,64 | 29,39 | 26,30 | 27,73 | 25,59 | 22,38 | 23,35 |